# جميلة (مغنية)
جميلة (15 أكتوبر 1988) مغنية مغربية.

## مسيرتها الفنية
بدأت انطلاقتها الفنية عند مشاركتها عام 2010 في برنامج نجم الخليج حيث حازت على مرتبة متقدمة لكنها لم تفز باللقب، لتقدم عددا من الأغاني المنفردة أولها في يونيو 2012 بفيديو كليب حمل اسم «يا ويل حالي»، تلتها عدة مشاركات في جلسات خليجية أهمها «جلسات وناسة» حيث قدمت خلالها أغنيتين هما أغنية «متيم» للفنان كرامة مرسال و أغنية «طني ورور» من الفلكور العراقي وقد حصلت الأغنية بلاش بلاش التي أدتها عام 2015 على أعلى نسبة مشاهدة نسائية في الشرق الأوسط على موقع اليوتيوب بواقع أكثر من 187 مليون مشاهدة.
في أكتوبر 2013 طرحت فيديو كليب «يقولوا يقولوا» كما شاركت في «مهرجان الجمل السابع» بالمغرب من نفس العام وفي عام 2018 اطلقت جميله أول البوم غنائي لها بعنوان بنت حديدية من إنتاج شركة بلاتينوم ريكوردز الذي حقق نجاح واسع في كل من الشرق الأوسط وعلى مستوى الخليج والمغرب العربي وفي شهر9 من عام 2019 اعلانت جميله على حساباتها على مواقع التواصل الخاصة بها عن انضمامها إلى مجموعة MBC ببرنامج ساعة سعيدة على MBC5 مع عبد الفتاح الجريني.

## الأغاني
- ظالمة (مع عبد الفتاح جريني)
- سابع ارض
- حل عني
- عندي شروط
- بلاش بلاش
- دمدومة
- يقولو يقولو
- اكرمني بسكوتك
- ياويل حالي
- داهية
- لعب عيال
- بنت حديدية
- إرحمني
- دون المستوى
- أنا وأنا
- عسى نوم العوافي
- بطل
- أسرارنا
- ماشي ماشي
- حمي طار